# Leopoldo Stampa Piñeiro
Leopoldo Stampa Piñeiro (Valladolid, 27 de mayo de 1949) es un antiguo diplomático español.

## Biografía
Licenciado en Derecho, ingresó en 1976 en la carrera diplomática. 
Estuvo destinado en las representaciones diplomáticas de España en Hungría y Consejo del Atlántico Norte, con sede en Bruselas. Posteriormente, fue nombrado asesor ejecutivo del Gabinete del Ministro de Defensa y en 1989 pasó a ocupar el puesto de embajador de España en Indonesia. En 1993 fue designado embajador jefe de la Delegación Española en las Negociaciones sobre Fuerzas Armadas Convencionales en Europa y sobre Medidas de Fomento de la Confianza y de la Seguridad y, más tarde, director general de Política Exterior para América del Norte y Asia. En 1997 fue nombrado cónsul general de España en Houston y en julio de 1998 director adjunto de la Escuela Diplomática. 
En octubre de 2000 fue nombrado embajador de España en la República Islámica de Irán y en junio de 2004 pasó a ocupar el puesto de director general de Relaciones Institucionales de la Defensa. Fue presidente de la Comisión para el Bicentenario del Combate de Trafalgar y vocal asesor en el Gabinete de la Subsecretaría del Ministerio de Asuntos Exteriores y de Cooperación. Desde abril de 2008 a octubre de 2011, fue nuevamente embajador de España en Irán, en sustitución de Antonio Pérez-Hernández y Torra, siendo sustituido por Pedro Antonio Villena Pérez.